# 114e bataillon de chasseurs alpins
Le 114e bataillon de chasseurs alpins (114e BCA) est une unité militaire française qui a participé à la Première Guerre mondiale.

## Création et différentes dénominations
- 10 mars 1915 : formation du 114e bataillon de chasseurs alpins à Pérouges
- 31 mars 1919 : Dissolution en Belgique

## Drapeau du bataillon
Comme tous les autres bataillons de chasseurs ou groupes de chasseurs, il ne dispose pas de son propre drapeau. (Voir Drapeau des chasseurs)
Le bataillon reçoit la fourragère aux couleurs du ruban de la croix de guerre 1914-1918 le 17 février 1918. Après avoir reçu la Croix de guerre 1914-1918 avec deux palmes (deux citations à l'ordre de l'armée).

## Chefs de corps
- 10 – 22 mars 1915 : Capitaine Beynet
- 22 mars – 21 juillet 1915 : commandant Riet
- 21 – 29 juillet 1915 : capitaine Bosc
- 29 juillet 1915 - : commandant Sancerry
- - début septembre 1915 : commandant Desoffy
- début septembre 1915 - mars 1917 : commandant Genet
- mars 1917 – 31 mars 1919 : commandant Guillaud

## Historique
Il est constitué 10 mars 1915, à Pérouges, à partir d'éléments venat des Bataillons de Chasseurs de la 14e région : deux compagnies du 14e BCA, deux du 28e BCA, une du 13e BCA et une du 30e BCA, la section hors-rang étant fournie par le 11e BCA.
Rattachements:
- 129e division d'infanterie : du 28 septembre au 7 avril 1915
- 155e division d'infanterie : du 8 au 15 avril 1915
- 129e division d'infanterie : du 15 avril à fin novembre 1915
- 47e division d'infanterie : de fin novembre 1915 au 2 juin 1917
- 5e division d'infanterie : du 2 juin 1917 au 15 novembre 1917
- 70e division d'infanterie : de janvier à novembre 1918

- - 5e Brigade de Chasseurs : 10 mars – 28 septembre 1915

### La Première Guerre mondiale

#### 1915
- Alsace : Barrenkopf
- Champagne : Ferme de Navarin, Epine de Védegrange
- Vosges : Tête des Faux

#### 1916
- Verdun : Froideterre, Thiaumont, Fleury
- La Somme : Barleux, Biaches, La Maisonnette
- Vosges : La Fontenelle, La Chapelotte, Bois-le-Prêtre

#### 1917
- Chemin des Dames : Arbre de Cerny, Hurtebise
- Vosges : Violu

#### 1918
- Picardie : Assainvillers, Rollot, Bois de Vaux
- Vosges : La Cude
- Tracy le Val
- Offensive vers Noyon : Ferme Saint-Claude, Plémont, Canal du Nord
- Flandres Belges : forêt d'Houthulst, Staden, Roulers, La Lys

### Sources et bibliographie
- 114e Bataillon de chasseurs alpins. : Historique du bataillon. Morts au champ d'honneur. Décorations et citations, Annecy, Impr. de J. Abry, 1920, 40 p., lire en ligne sur Gallica.